# 大阪中央病院
大阪中央病院（おおさかちゅうおうびょういん）は、大阪市北区梅田にある病院。医療法人伯鳳会が運営。

## 沿革
（この節の出典）
- 1944年（昭和19年） - 大同生命直営「大同病院」を買収。健康保険組合連合会大阪中央病院と改称し健保連大阪連合会が運営管理。
- 1958年（昭和33年） - 総合病院となる。
- 1961年（昭和36年） - 北館を建築。
- 1975年（昭和50年） - 手術棟を建設。
- 2000年（平成12年） - 現在地に移転。
- 2004年（平成16年） - DPC試行適用病院として包括評価算定方式を導入。
- 2007年（平成19年） - 病棟転用に伴い、病床数227床から181床に減少。
- 2012年（平成24年） - 許可病床数を181床から143床に減少。
- 2020年（令和02年） - 財政的な厳しさにより健康保険組合連合会より医療法人伯鳳会へ事業譲渡、医療法人伯鳳会大阪中央病院となる。

## 診療科
（この節の出典）
- 内科
- 消化器内科
- 循環器内科
- 外科
- 整形外科
- 皮膚・形成外科
- 泌尿器科
- 婦人科
- 眼科
- 耳鼻咽喉科
- 放射線科
- 麻酔科
- リハビリテーション科

## 医療機関の認定
- 保険医療機関[2]
- このほか、各種法令による指定・認定病院であるとともに、各学会の認定施設でもある。

## 特徴
- 遠方からの患者及びその家族のため、2007年4月よりホテルモントレ大阪と提携している[3]。

## 交通
- 福島駅
- 梅田地区の鉄道駅